# Charles Lightoller
Charles Herbert Lightoller (Chorley, 30 de março de 1874 – Londres, 8 de dezembro de 1952) foi um marinheiro britânico mais conhecido por ter servido como o segundo oficial do RMS Titanic em 1912. Vindo de uma família produtora de algodão, ele escolheu um caminho diferente e foi para o mar bem jovem. Seus primeiros anos na marinha foram marcados por tempestades e naufrágios, com Lightoller deixando a carreira marítima e indo para o Canadá à procura de ouro e aventuras. Ele ventualmente voltou para o mar e foi contratado pela White Star Line, servindo em vários de seus navios.
Lightoller foi designado em março de 1912 para servir como primeiro oficial do RMS Titanic, porém acabou rebaixado para segundo oficial com a chegada de última hora de Henry Wilde. O navio colidiu com um iceberg na noite de 14 de abril e começou a afundar, com Lightoller ficando encarregado do lançamento dos botes salva-vidas no lado bombordo, seguindo estritamente a diretriz de "mulheres e crianças apenas". Quando a água chegou ao convés superior ele conseguiu subir em cima do emborcado desmontável B, sendo o oficial mais graduado do Titanic a sobreviver ao desastre.
Dois anos depois Lightoller entrou na Marinha Real Britânica e comandou um navio durante a Primeira Guerra Mundial, deixando a White Star após o conflito devido a poucas oportunidades de avanço na carreira. Ele se aposentou em 1920 e entrou no ramo na especulação imobiliária, tendo certo sucesso. Lightoller escreveu suas memórias na década de 1930 e chegou a participar da Evacuação de Dunquerque na Segunda Guerra Mundial a bordo de seu iate particular Sundowner. Morreu em 1952 aos 78 anos de idade por causa de problemas cardíacos.

## Início de carreira
Charles Herbert Lightoller nasceu em Chorley, Lancashire no dia 30 de março de 1874. Sua mãe, Sarah Lightoller, faleceu pouco depois de dar à luz a ele. Ele nasceu em uma família que tinha operado fábricas de fiação de algodão em Lancashire, desde o final do século XVIII. Seu pai, Fred Lightoller, o abandonou e partiu para Nova Zelândia. Aos 13 anos de idade, Lightoller começou sua aprendizagem marítima com duração de quatro anos em uma embarcação chamada Primrose Hill. Em sua segunda viagem, o navio foi forçado a parar no Rio de Janeiro durante uma tempestade, onde foi feito reparos. Em outra tempestade do dia 13 de novembro de 1889 no Oceano Índico, o navio encalhou em uma ilha de quatro quilômetros quadrados, hoje chamado de Ilha de São Paulo. Eles foram resgatados pelo navio Coorong e levados para Adelaide, na Austrália. Lightoller se juntou à tripulação do navio clipper para seu retorno à Inglaterra.
Lightoller retornou ao Primrose Hill em sua terceira viagem, onde eles chegaram em Calcutá, na Índia. A carga de carvão pegou fogo enquanto esteve servindo como terceiro imediado a bordo do veleiro Knight of St. Michael, e por seus esforços bem sucedidos na luta contra o fogo, Lightoller foi promovido a segundo-piloto.  Em janeiro de 1900, ele iniciou sua carreira com a White Star Line como quarto oficial do SS Medic.

## RMSTitanic
Duas semanas antes da viagem inaugural, Lightoller embarcou no RMS Titanic em Belfast, para realizar os testes no mar. O Capitão Edward Smith deu o cargo de oficial chefe a Henry Wilde, nomeando William McMaster Murdoch para primeiro-oficial e Lightoller para segundo-oficial. David Blair foi destinado a servir como segundo-oficial a bordo do RMS Titanic, no entanto, poucos dias antes da viagem inaugural, Blair foi transferido para tripular outro navio da White Star Line. A saída de Blair da tripulação causou um problema, sendo que ele possuía as chaves que abria um pequeno compartimento localizado nos postos de observação, onde se encontravam os binóculos destinados a serem usados pelos vigias. David Blair não entregou a chave para Lightoller seu substituto no Titanic. Lightoller prometeu comprá-los quando o Titanic chegar em Nova Iorque. Mais tarde, a falta da chave e consequentemente a falta dos binóculos para os vigias tornou-se um ponto de discórdia no inquérito dos EUA para o desastre do Titanic.
Na noite de 14 de abril de 1912, Lightoller havia se retirado para sua cabine, onde estava se preparando para ir dormir, quando sentiu a colisão. Vestindo apenas o pijama, Lightoller correu ao convés para ver o que tinha acontecido, sem ver nada. Ele decidiu que seria melhor voltar para sua cabine, para que os outros oficiais soubessem onde encontrá-lo, quando o quarto-oficial Joseph Boxhall o convocou para a ponte de comando. Ele vestiu suas calças e um suéter azul-marinho por cima do pijama. Após saber que o destino do navio seria inevitável, Lightoller começou imediatamente a trabalhar, ajudando os passageiros a entrarem nos botes salva-vidas durante a evacuação.

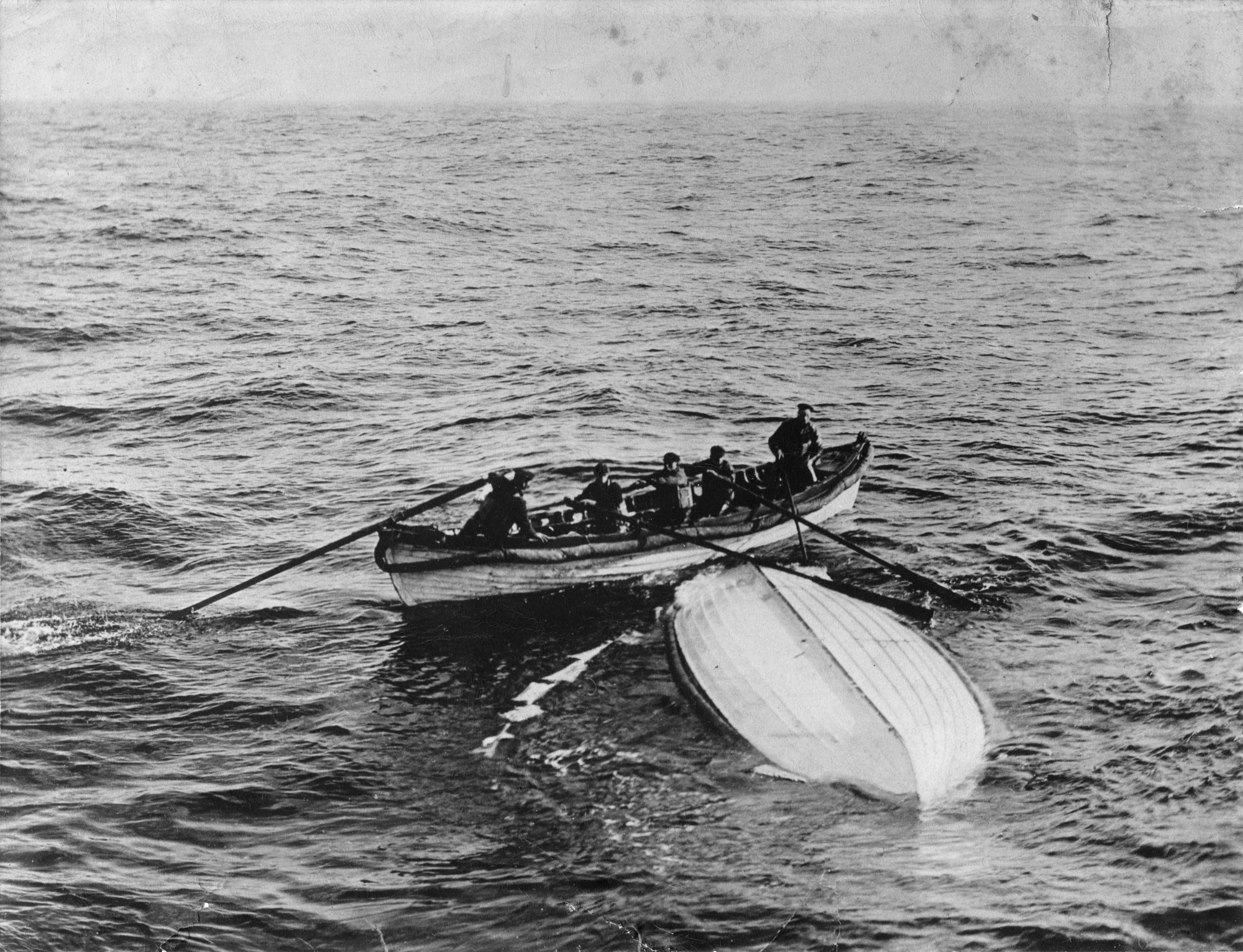
O Bote Desmontável B, onde Lightoller ficou, encontrado à deriva pelo navio Mackay-Bennett durante sua missão de recuperar os corpos daqueles que morreram no desastre.

Durante a evacuação, Lightoller encarregou-se de baixar os botes salva-vidas ao lado da porta do Titanic. Lightoller perguntou a Smith sobre encher os botes com apenas mulheres e crianças. Como resultado, ele baixou os botes salva-vidas com assentos vazios se não houvesse mulheres e crianças esperando para embarcar.
Quando ele foi lançar o bote número 2, ele o encontrou já ocupado por 25 passageiros e tripulantes do sexo masculino. Ele os ordenou para sair do bote com uma arma, dizendo: "Saiam daí, seus malditos covardes, eu gostaria de ver cada um de vocês no mar!". Ele então, encheu o bote de mulheres e crianças, mas não conseguiu encontrar o número suficiente delas para encher o barco. Quando o bote número 2 foi lançado ao mar, havia apenas 17 pessoas a bordo, com uma capacidade de 40.
Na superfície, ele avistou o cesto da gávea do navio e começou a nadar em direção a ele como um lugar de segurança, antes de se lembrar que era mais seguro ficar longe do navio. Lightoller foi sugado para baixo, ficando preso contra uma grelha durante algum tempo pela pressão da água. Uma rajada de ar quente das profundezas do navio entrou em erupção e o soprou para a superfície. Uma outra sucção o puxou para baixo novamente contra outra grade. Ele não soube como fugiu, mas ele veio à tona novamente. Ele percebeu que não podia nadar corretamente por conta do peso do revólver que estava carregando no casaco, então ele rapidamente a descartou. Após isso, ele viu o bote dobrável B flutuando de cabeça para baixo com várias pessoas pendurados sobre ele. Logo em seguida a primeira chaminé do Titanic se solta e atinge a água, levando o bote para mais longe do navio.
Lightoller subiu no bote e assumiu o comando, tentando acalmar e organizar os sobreviventes (cerca de 30) no bote salva-vidas capotado. Durante a noite, Lightoller ensinou aos homens a equilibrarem seus pesos sobre as ondas, para evitar que o bote afunde. Se não fosse por isso, eles provavelmente teriam sido jogados na água novamente. Sob a direção dele, os homens se mantiveram assim durante horas, até que finalmente foram resgatados por um outro bote salva-vidas. Lightoller foi o último sobrevivente a embarcar no RMS Carpathia, navio de resgate.
Após o naufrágio, Lightoller publicou um depoimento no Jornal Christian Science, mostrando a sua fé no poder divino para a sua sobrevivência, concluindo: "Com Deus, tudo é possível".

### No inquérito

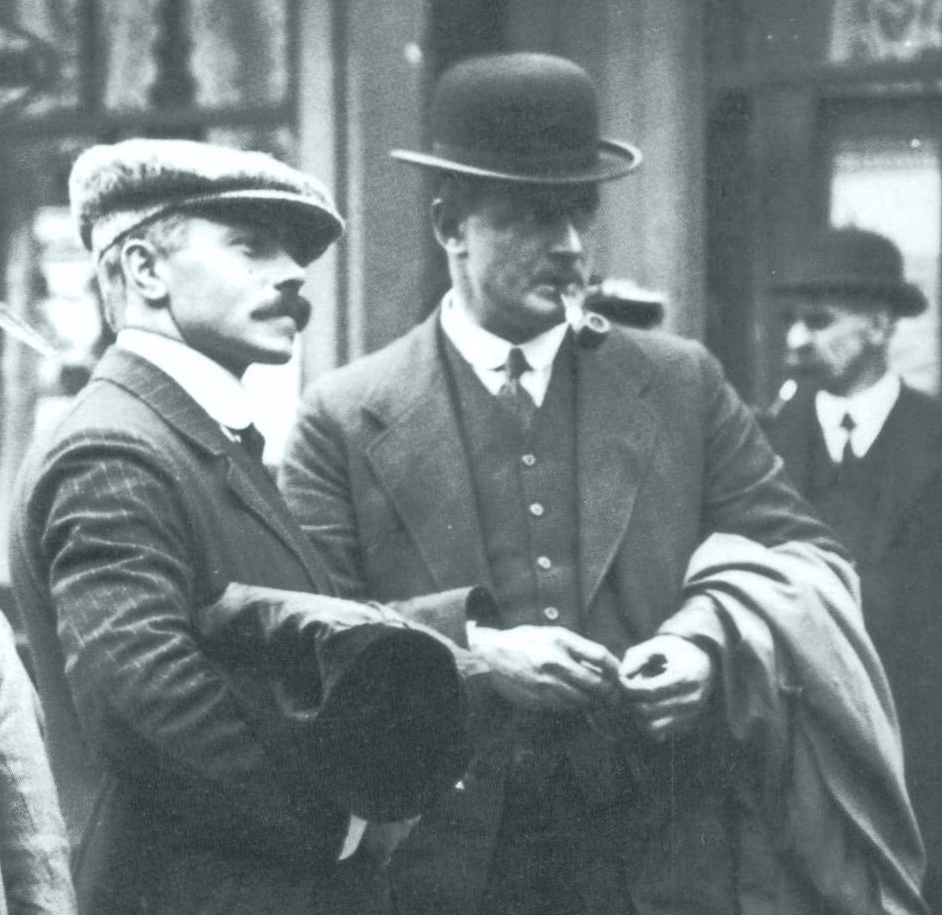
Lightoller à direita, com o terceiro oficial Herbert Pitman

Por ser um oficial a sobreviver no desastre, Lightoller foi testemunha-chave em ambas investigações americanas e britânicas. Em sua autobiografia, ele descreveu o inquérito americano como uma "farsa", devido à ignorância dos assuntos marítimos implícitas em algumas das perguntas. Ele tomou o inquérito britânico mais a sério, escrevendo: "Eu não achei que a culpa deve ser atribuída tanto ao BOT (Board of Trade) quando a White Star Line".
Lightoller culpou o acidente no mar, sendo o mais calmo naquela noite que ele já tinha visto em sua vida. Ele habilmente defendeu seu empregador, a White Star Line, apesar de indícios de excesso de velocidade, falta de binóculos para os vigias e a imprudência de navegar através de um campo de gelo em uma noite calma, após ser avisado muitas vezes sobre a presença de icebergs. Lightoller também foi capaz de canalizar o clamor público sobre o acidente em uma mudança positiva, para evitar que tais acidentes sejam evitadas no futuro pelas nações marítimas.

## Primeira Guerra Mundial
Lightoller retornou ao serviço com a White Star Line, servindo como oficial do RMS Oceanic. Ele recebeu o cargo de sub-tenente da Royal Naval Reserve em maio de 1913. Com o início da Primeira Guerra Mundial, ele foi convocado para realizar serviços com a Marinha Real, servindo como um tenente no Oceanic, que havia sido convertido em um cruzador armado. Ele serviu no navio até ele encalhar e naufragar em Foula, no dia 8 de setembro de 1914. Em 1915, ele atuou como primeiro-oficial durante os ensaios de outro ex-navio de passageiros, o RMS Campania, que havia sido convertido em porta-aviões. No final de 1915, ele recebeu o seu primeiro comando, com o HMTB 117. Como capitão do HMTB '17, ele foi premiado pela Distinguished Service Cross. Ele foi posteriormente nomeado como capitão do HMS Falcon, que foi afundado no dia 01 de abril de 1918, após uma colisão em caso de nevoeiro, enquanto os dois navios estavam no Mar do Norte.
No dia 10 de junho de 1918, Lightoller foi condecorado com a Reserve Decoration. Ele foi promovido a Tenente-Comandante em julho, sendo colocado na lista de aposentados no dia 31 de março de 1919, com o posto de comandante.

## Aposentadoria

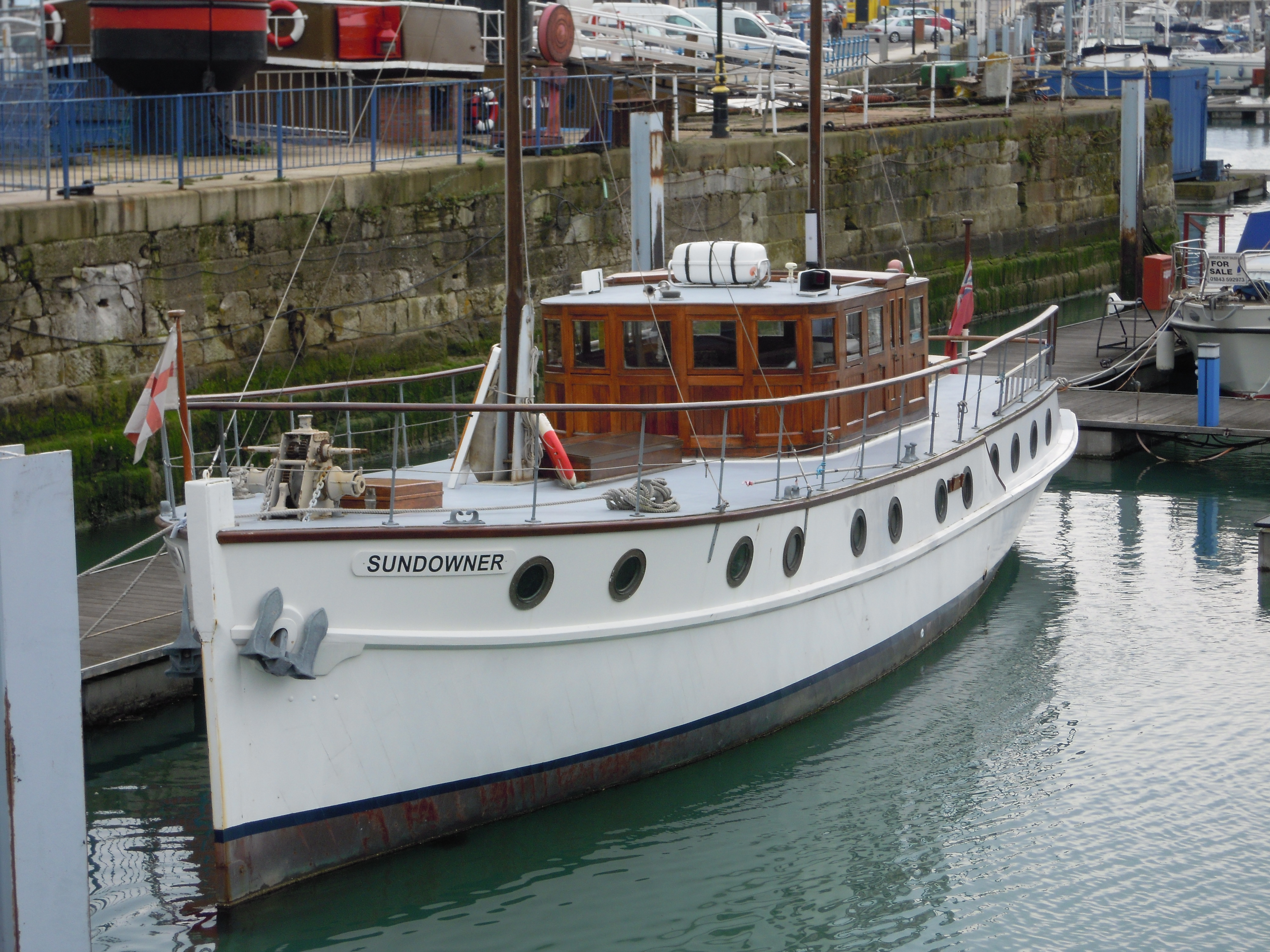
Iate privado de Lightoller

Após a guerra, apesar de seu serviço leal pela White Star Line e defender fielmente seus empregadores nos inquéritos do Titanic, Lightoller não encontrou mais oportunidades dentro da empresa. Todos os tripulantes sobreviventes do desastre do Titanic possuíam uma marca negra, na qual eles não podiam escapar.
Durante o início da década de 1930, ele escreveu em sua autobiografia que sua esposa persistente o fez escrever um livro. Este livro, depois de alguns problemas, começou a vender bem. No entanto, ele foi retirado quando a Marconi Company o ameaçou com uma ação judicial, devido a um comentário feito por Lightoller sobre o desastre do Titanic, falando sobre o telégrafo sem fio de Marconi. Lightoller não virou as costas por navios, ele havia comprado o seu próprio iate privado, que mais tarde foi usado para resgatar soldados durante o naufrágio do Dunquerque. O barco está preservado no Ramsgate Maritime Museum.
Após a Segunda Guerra Mundial, Lightoller conseguiu um pequeno estaleiro chamado Richmond Slipways, em Londres.

## Morte
Lightoller faleceu no dia 8 de dezembro de 1952 aos 78 anos de idade, por conta de insuficiência cardíaca, em Londres. Seu corpo foi cremado e suas cinzas foram espalhadas em Mortlake Crematorium, em Richmond, Surrey.